# Пискина Салида (Сасари)
Пискина Салида је насеље у Италији у округу Сасари, региону Сардинија.
Према процени из 2011. у насељу је живело 1 становника. Насеље се налази на надморској висини од 13 м.